# Jakob Ebert

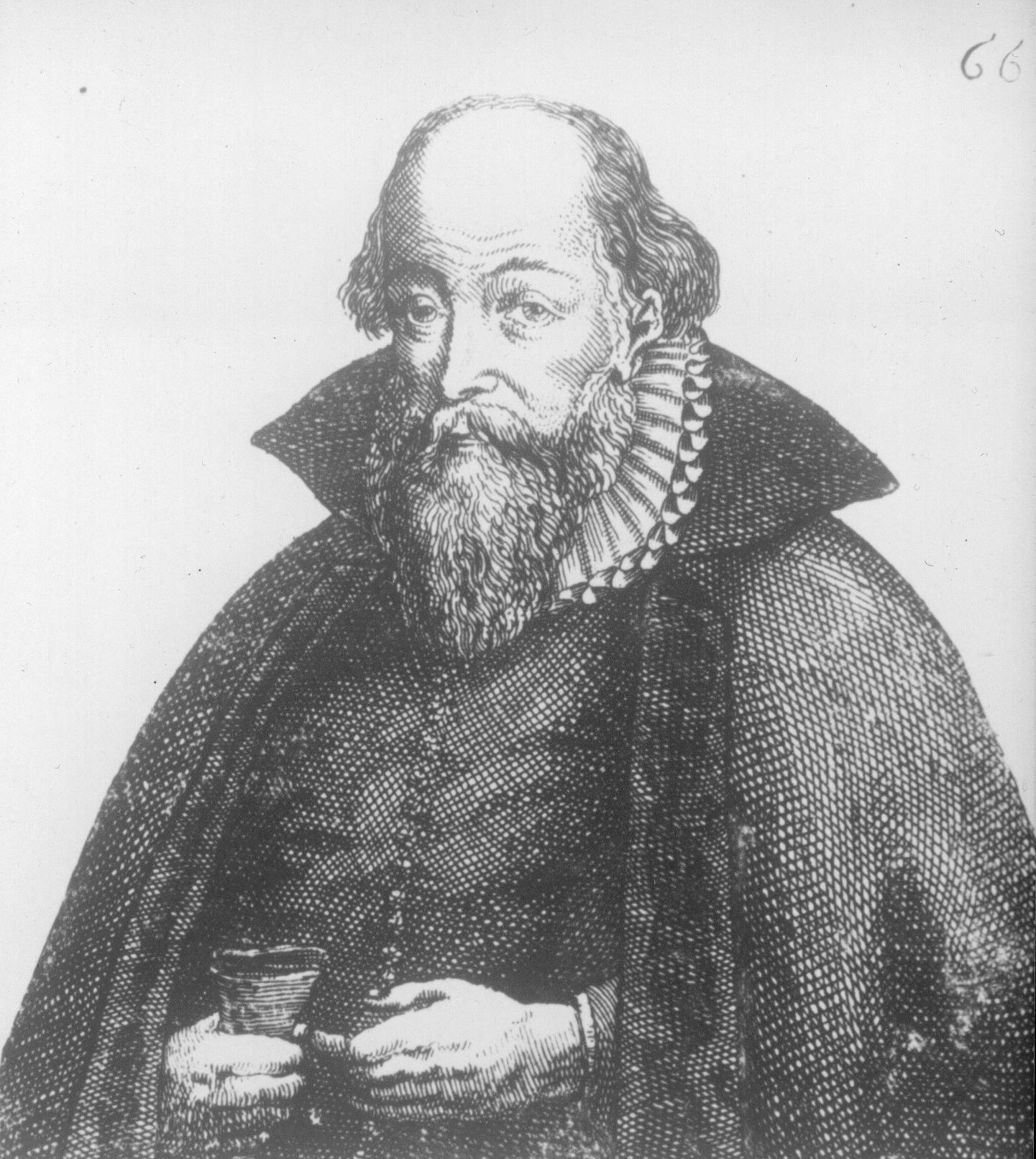
Jakob Ebert

Jakob Ebert (Sprottau, 26 januari 1549 - Frankfurt (Oder), 5 februari 1614) was een Duitse theoloog en dichter.
Jakob Ebert was rector in Soldin, Schwiebus en Grünberg. Vanaf 1594 was hij hoogleraar in de theologie in Frankfurt (Oder). 
Jakob Ebert is de dichter van het kerklied Du Friedefürst, Herr Jesu Christ op een melodie van Bartholomäus Gesius. Johann Sebastian Bach gebruikte dit lied in zijn cantates Halt im Gedächtnis Jesum Christ (BWV 67) en Du Friedenfürst, Herr Jesu Christ (BWV 116). 
Jakob Ebert is ook bekend onder zijn Latijnse naam Jacobus Ebertus.
- Bibsys: 14058056
- Gemeinsame Normdatei: 119659808
- International Standard Name Identifier: 0000 0000 8157 9405
- Library of Congress Control Number: n92036017
- MusicBrainz: 50a7237c-8926-4b53-894f-0eb7b9dcc2b3
- Nationale Bibliotheek van Tsjechië: zmp20231186874
- Nationale Bibliotheek van Israël: 987007260645205171
- Nederlandse Thesaurus van Auteursnamen: 126124728
- Virtual International Authority File: 77129828
- WorldCat: E39PBJmdxPKVJWX4rXRKgbP84q